# Schwimmbrot
Als Schwimmbrot wird beim Angelsport ein Köder bezeichnet, der auf der Wasseroberfläche treibt. Üblicherweise wird hierzu ein Teil eines trockenen, harten Brötchens oder Ähnliches verwendet und an einem einfachen Angelhaken befestigt. Der Zielfisch nimmt den Köder samt Haken auf und verfängt sich im Idealfall in ihm. 
Das Angeln mit Schwimmbrot kann eine äußerst simple, dennoch effektive Methode sein, um z. B. auf an der Wasseroberfläche sichtbare Karpfen zu fischen. Das liegt unter anderem daran, dass oft bis auf die Angelschnur keine weiteren Utensilien in Nähe des Köders vorhanden sind, die den Zielfisch verunsichern könnten. Das Schwimmbrot stellt die einfache Alternative zum Popup-Boilie dar und hat deshalb, abgesehen vom Kostenvorteil gegenüber dem Boilie, noch die positive Eigenschaft des einfachen und schnellen Montierens durch simples Aufspießen am Haken. Dies lässt schlussfolgern, dass ein weiterer Vorteil darin besteht, nur wenig Zubehör für die Angelei mit dieser Methode zu benötigen. Meist reicht eine einfache Rute mit Angelschnur und einem Haken, dessen Größe vom gewünschten Zielfisch abhängig ist. Der treibende Köder löst sich im Wasser langsam auf, was den Vorteil einer sich bildenden Wolke aus Futter mit sich bringt.
Eine fortgeschrittene Methode stellt z. B. die zusätzliche Befestigung eines Gewichts an der Angelschnur dar. Dadurch wird gewährleistet, dass der Köder immer an derselben Position bleibt und nicht durch Wind unerwünscht weg treibt.
Nachteil beim Angeln mit Schwimmbrot ist allerdings, dass der Köder nicht besonders lang am Haken hält und dadurch ständig ausgetauscht werden muss, vor allem wenn sich andere kleine Fische darüber hermachen. In den meisten Fällen herrscht deshalb Unklarheit, ob der Haken noch am Köder ist oder nicht. Beim Auswerfen des Brötchens ist meistens erforderlich, dass man es vorher ins Wasser taucht, damit das nötige Eigengewicht erreicht wird um weit genug zu fliegen. Dabei ergibt sich ein weiterer Nachteil: Der Köder kann durch vorheriges Anfeuchten schon beim Auswerfen abfallen und somit Zeit und Nerven kosten.